# Stemma della Spagna
Lo stemma della Spagna è lo stemma ufficiale di stato del Regno di Spagna. Lo stemma attuale è stato istituito dalla legge 33/1981 in sostituzione dello stemma precedente, che risaliva al 1977. Le sei parti che compongono lo scudo ripercorrono oltre mille anni di storia della Spagna.

## Origine
Lo stemma ebbe origine nel 1475, quando Ferdinando II d'Aragona e Isabella di Castiglia scelsero l'antica aquila di san Giovanni come scudo. Nello scudo vennero poi rappresentate le quattro maggiori entità statali della penisola iberica del tempo: 
- il Regno di Castiglia e León, che si estendeva da nord a sud della penisola, dal golfo di Guascogna al Mediterraneo, e che comprendeva i territori delle attuali Galizia, Asturie, Cantabria, Paesi Baschi, La Rioja, Castiglia e León, Madrid, Estremadura, Castilla-La Mancha, Murcia, Andalusia e le Isole Canarie;
- la Corona d'Aragona, che comprendeva le attuali regioni di Aragona, Catalogna, Valencia e le Isole Baleari, oltre ad altri territori al di fuori del continente, ripartiti per il bacino del Mediterraneo;
- il Regno di Navarra;
- il Regno di Granada.

## Blasonatura
Nel primo, in uno sfondo rosso, un castello d'oro, che rappresenta Castiglia; nel secondo, un leone rosso su sfondo bianco con una corona che rappresenta León; nel terzo Aragona viene rappresentata da strisce oro e rosso; nel quarto, delle catene d’oro intrecciate su sfondo rosso e con uno smeraldo al centro richiamano la Navarra; un melograno aperto su un gambo verde simboleggiano Granada; a destra e a sinistra le colonne d’Ercole bianche con il capitello e la base d’oro, la corona del Sacro Romano Impero e della spagna e un nastro che le avvolge entrambe con scritto “Plus Ultra”; al centro si trova un cerchio blu con dentro tre gigliche indica Borbone; in cima a tutto la corona spagnola.

### Le componenti dello stemma
| Immagine | Significato        | Blasonatura |
| -------- | ------------------ | --- |
|          | Regno di Castiglia | Di rosso al castello d'oro, murato di nero,torricellato di tre pezzi, il castello aperto e finestrato di due, 1, 1, d'azzurro, fastigio e torri merlate di tre, alla guelfa. |
|          | Regno di León      | D'argento, al leone di porpora, armato e lampassato di rosso, coronato d'oro.                                                                                                |
|          | Corona d'Aragona   | D'oro a quattro pali rosso. |
|          | Regno di Navarra   | Di rosso, alla catena d'oro, posta in croce, in croce di sant'Andrea e in doppia cinta, caricat in cuore di uno smeraldo al naturale.                                        |
|          | Regno di Granada   | D'argento alla mela granata al naturale, aperta di rosso, gambuta e fogliata di due di verde.                                                                                |

| Immagine | Significato                    | Blasonatura |
| -------- | ------------------------------ | --- |
|          | Borbone di Spagna              | D'azzurro, a tre gigli d'oro, 2, 1, alla bordura di rosso (come pezza onorevole per il ramo cadetto). |
|          | Colonne d'Ercole               | Le colonne d'Ercole d'argento, i capitelli e le basi d'oro, poste al di sopra di un ondato d'argento e d'azzurro, la colonna di destra cimata dalla corona imperiale, la colonna di sinistra dalla corona reale, al naturale, le colonne nastrate di rosso, carico delle lettere d'oro, a destra Plus, a sinistra Ultra (sostegni dello stemma rappresentanti l'antico simbolo dello Stretto di Gibilterra). |
|          | Corona del Sacro Romano Impero | Corona imperiale araldica di Carlo V d'Asburgo, Carlo I come re di Spagna. |
|          | Corona spagnola                | Corona reale di Spagna. |

## Armoriale storico

Re cattolici (1475–1492)
Cattolici (1492–1508)
Giovanna di Castiglia (1504–1506)
Filippo I[3], Carlo I[4] (1504–1506, 1506–1516)
Carlo I (1516–1518)
Carlo I (1518–1520)
Carlo I (1520–1530)
Carlo V[5] (1530–1556)
Filippo II[6] (1556–1558)
Filippo II (1558–1580)
Asburgo di Spagna (1580–1668)
Carlo II (1668–1700)
Spagna borbonica (1700–1761)
Monarchi borbonici (1761–1868, 1875–1931)
Versione per la bandiera (1785–1873, 1875–1931)
Giuseppe Bonaparte (1808–1813)
Governo provvisorio (1868–1870) Prima Repubblica Spagnola (1873–1874)
Prima Repubblica Spagnola versione per la bandiera (1873–1874)
Amedeo I (1870–1873)
Regno di Spagna (1874–1931)
Seconda Repubblica Spagnola (1931–1939)
Spagna franchista (1939–1945)
Versione semplificata del 1938
Spagna franchista (1945–1977)
Versione semplificata del 1945
Transizione spagnola (1977–1981)
Versione semplificata del 1977
Versione dal 1981 ad oggi